# Самуйловское сельское поселение
Самуйловское сельское поселение — упразднённое муниципальное образование в составе Гагаринского района Смоленской области России.
Административный центр — село Самуйлово.
К 1 января 2019 года все населённые пункты вошли в Кармановское сельское поселение.

## Географические данные
- Общая площадь: 100 км²
- Расположение: северо-восточная часть Гагаринского района
- Граничило:
  - на севере — с Тверской областью
  - на востоке — с Московской областью
  - на юго-востоке — с Гагаринским сельским поселением
  - на юго-западе — с Пречистенским сельским поселением
  - на западе — с Кармановским сельским поселением
- Крупные реки: Яуза, Олеля.

## Население
| 2007 | 2011 | 2012 | 2013 | 2014 | 2015 | 2016 |
| ---- | ---- | ---- | ---- | ---- | ---- | ---- |
| 682  | ↘604 | ↘596 | ↘592 | ↘581 | →581 | ↗591 |
| 2017 | 2018 | 2019 |      |      |      |      |
| ↗612 | ↘600 | ↘595 |      |      |      |      |

## Населённые пункты
В состав поселения входят следующие населённые пункты:
- Село Самуйлово — административный центр
- Алексияновка, деревня
- Аржаники, деревня
- Барсуки, деревня
- Борщуково, деревня
- Всходово, деревня
- Конобеево, деревня
- Костино, деревня
- Павлово, деревня
- Петушки, деревня
- Савино, деревня
- Твердуново, деревня
- Тетеревлево, деревня
- Титово, деревня

## Местное самоуправление
Главой поселения и Главой администрации является Васильева Валентина Александровна.

## Экономика
Сельхозпредприятия, магазины, лесозаготовки, охотохозяйства.